# Płock (1852)
Płock (paropływ nr 8) – parowy wiślany statek pasażerski Królestwa Polskiego (środkowej Wisły) o napędzie bocznokołowym. Razem z bliźniaczym "Włocławkiem" zbudowany na linię Warszawa-Ciechocinek.

## Dane
- armator: Spółka Żeglugi Parowej
- miejsce budowy: Warsztaty Żeglugi Parowej na Solcu w Warszawie
- maszyna parowa
  - moc: 60 KM
  - produkcja: Stocznia Gâche`a, Nantes, Francja
- wymiary kadłuba:
  - długość: 51,8 m
  - szerokość: 3,74 m.

## Historia
- 1852 r. – rozpoczęcie służby
- 1871 r. – kupuje Maurycy Fajans.